# Тами Харисон
Тејтам Мери „Тами“ Харисон (Перт, 23. април 1979) је аустријска поп певачица.

## Биографија
Тами Харисон је одрасла у породици уметника. Њен отац Енглез, рођен у Грацу, је сликар и стручњак за уметност, а мајка Бечанка ради као менаџер у уметничком и музичком сектору.
Године 1985. породица се преселила из Аустралије прво у Аустрију, а касније у Енглеску, где су Тами и њен брат Тери наставили школовање. Још у школи наступала је у емисијама и освојила бројне награде за таленте. Након што је завршила школу у Енглеској, Тами се фокусирала на своју каријеру певачице и добила је први уговор са Sony Music Austria са 19 година. Тами је била номинована за музичку награду Амадеус 2002., 2004. и 2006.
У априлу 2006. Тами је извела своју песму "I’m Ready" у Хангџоуу.
Тами је такође радила као телевизијска водитељка на МТВ-у, као и на телевизијским емисијама у Сједињеним Државама и Аустрији.
Године 2008. Тами је добила уговор са Coca Cola за поново издату божићну песму „A Beautiful Time“.

## Дискографија

### Синглови
- Maybe (2000)
- Cover My Eyes (2000)
- A Little Bit (2001)
- Does He Love Me (2001)
- You’re the Voice (2001)
- Love on Random (2002)
- Song of Life (са групом Loud9, 2002)
- Everytime We Touch (2003)
- It’s a Fine Day (2004)
- Going to Paris (2004)
- A Beautiful Time (2004)
- Hypnotized (2005)
- I Live My Life For You (са Жељком Јоксимовићем, 2005)[1]
- I’m Ready (2005)
- A Beautiful Time (2008)

### Албуми
- From Me to You (2001)